# Герчук, Юрий Яковлевич
Ю́рий Я́ковлевич Герчу́к (19 октября 1926, Москва — 1 марта 2014, там же) — российский искусствовед, художественный критик, историк и теоретик изобразительного искусства. Заслуженный деятель искусств Российской Федерации (1999).

## Биография
Сын экономиста Якова Герчука (1901—1969), работавшего в Наркомате финансов СССР и репрессированного в 1931 г.
Окончил искусствоведческое отделение исторического факультета МГУ (1951). Экскурсовод в художественных музеях и галереях (1949—1953). В 1957—1960 преподавал историю искусств в Московской средней художественной школе. В 1962—1967 — заведующий отделом журнала «Декоративное искусство СССР». Сотрудник Института теории и истории архитектуры (1968—1970). В 1970-м оставил службу ради самостоятельной творческой работы в художественной критике и нескольких областях истории и теории искусства.
В последние годы читал также лекции по истории искусства книги в Высшей академической школе графического дизайна.
Автор пятнадцати книг и около тысячи публикаций в газетах, журналах, альманахах и научных сборниках, посвящённых как классическому, так и современному искусству — в первую очередь, графике и искусству книги.
Показал себя как блистательный мастер фотограммы. Был её популяризатором, автором статьи «Фотография без камеры» и вдохновителем выставки «Фотограмма», прошедшей в Манеже в 1999 году.
Участник правозащитного движения. Автор письма в защиту А. Д. Синявского и Ю. М. Даниэля (1966), участник петиционной кампании вокруг «процесса четырёх» (1967—1968), подписал обращение в защиту А. Т. Марченко (1968). Предоставлял свою квартиру для подготовки к изданию «Хроники текущих событий».
Дочь — художник книги и художественный критик Елена Герчук.
Умер в 2014 году. Похоронен на Востряковском кладбище.

### Книги
- Художественные памятники Верхней Волги (1968, 1976, в соавторстве с М. И. Домшлак) Серия: Дороги к прекрасному.
- Живые вещи. — М.: Советский художник, 1977.
- Эпоха политипажей. — М.: Книга, 1982.
- Художественная структура книги (1984, 2014).
- Советская книжная графика. — М.: Знание, 1986.
- Художественные миры книги. — М.: Книга, 1989.
- В. Лебедев: альбом / Ю. Я. Герчук. — М.: Советский художник, 1990. - [38] л., ил. - (Мастера советской карикатуры). ISBN 5-269-00323-6
- Язык и смысл изобразительного искусства (1994, 2013).
- Герчук Ю. Я. Что такое орнамент?: Структура и смысл орнаментального образа. — М.: Галарт, 1998. — 328 с. — (Искусство: проблемы, история, практика). — ISBN 5-269-00443-7.
  - Герчук Ю. Я. Что такое орнамент: Структура и смысл орнаментального образа. — 2-е изд. — М.: РИП-Холдинг, 2013. — 304 с. — ISBN 978-5-903190-57-7.
- Основы художественной грамоты (1998).
- История графики и искусства книги (2000, 2013).
- Василий Иванович Баженов (2001).
- Ласло Мохоли-Надь и русский авангард: Статьи и пер. с венг. и нем. / Сост С. Митурич; ред. Ю. Герчук. — М.: Три квадрата, 2006. — 296 с. — (artes et media). — 1000 экз. — ISBN 5-94607-062-2.
- Кровоизлияние в МОСХ, или Хрущев в Манеже 1 декабря 1962 года (2008).
- Искусство печатной книги в России XVI—XXI веков. — СПб.: Коло, 2014.
- Эффект присутствия. — М.: Арт Волхонка, 2016.
- Фаворский. — М.: РИП-холдинг, 2018.

## Память
- 19 октября 2021 года в Отделе личных коллекций (Государственный музей изобразительных искусств имени А. С. Пушкина) состоится Вечер памяти Юрия Яковлевича Герчука[3].